# The Enforcer (film, 2022)
Pour les articles homonymes, voir The Enforcer.
Pour plus de détails, voir Fiche technique et Distribution.
The Enforcer est un film d'action américain réalisé par Richard Hugues, sorti en 2022.

## Synopsis
Fraichement sorti de prison, un homme de main de la pègre de Miami, Cuda, se remet au service de sa boss, Estelle, qui lui associe désormais un partenaire adepte de combats illégaux, Stray. Alors qu'il échoue à renouer des liens avec sa fille et son ex-compagne, Cuda reporte son affection paternelle sur une fugueuse mineure, Billie, qui est rapidement kidnappée et réduite en esclave sexuelle par un réseau clandestin qui s'avère être proche de sa supérieure... Dès lors, il est prêt à tout pour la secourir quitte à s'opposer à Estelle...

## Fiche technique
- Titre original et français : The Enforcer
- Réalisation : Richard Hugues
- Scénario : W. Peter Iliff
- Musique : Giorgio Giampà
- Photographie : Callan Green
- Montage : Damian F. Gomez et Mattias Morheden
- Production : Yariv Lerner, Rob Van Norden, Natalie Burn, Lee Weldon, Jeffrey Greenstein et Jonathan Yunger
- Société de production : Millenium Media
- Société de distribution : Screen Media
- Pays de production :  États-Unis
- Langue originale : anglais
- Format : couleur - 2,39:1
- Genre : action
- Dates de sortie :
  - États-Unis : 22 septembre 2022
  - France : 2 mars 2023 (DVD)

## Distribution
- Antonio Banderas (VF : Bernard Gabay) : Cuda
- Kate Bosworth (VF : Audrey Sourdive) : Estelle
- Mojean Aria : Stray
- Alexis Ren : Lexus
- Zolee Griggs : Billie
- 2 Chainz : Freddie
- Mark Smith : Doom
- Luke Bouchier : Paycheck
- Aaron Cohen : Joe
- Kika Georgiou : Medina
- Kostas Sommer : Ronnie Fedec
- Christos Vasilopoulos : Silvio
- Vivian Milkova : Lola
- Natalie Burn : Olivia